# Adiantum poeppigianum
Adiantum poeppigianum är en kantbräkenväxtart som beskrevs av Presl. Adiantum poeppigianum ingår i släktet Adiantum och familjen Pteridaceae. Inga underarter finns listade.